# Carlos Zegarra
Carlos Zegarra (Lima, Provincia de Lima, Perú, 17 de enero de 1977) es un exfutbolista peruano, y obtuvo dos títulos con Sporting Cristal los años 2002 y 2005.
Es hermano del también peruano exfutbolista Pablo Zegarra. Tiene 48 años.

## Selección nacional
Fue internacional con la selección de fútbol del Perú en 24 ocasiones y marcó 1 gol. Su debut se produjo el 23 de febrero de 2003, en un encuentro amistoso ante la selección de Haití que finalizó con marcador de 5-1 a favor de los peruanos. Formó parte de la plantilla que disputó la Copa América 2004.

### Participaciones en Copa América
| Copa              | Sede | Resultado        |
| ----------------- | ---- | ---------------- |
| Copa América 2004 | Perú | Cuartos de final |

## Clubes
| Club                 | País   | Año         |
| -------------------- | ------ | ----------- |
| Sporting Cristal     | Perú   | 1997 - 1999 |
| Alianza Atlético     | Perú   | 2000 - 2002 |
| Sporting Cristal     | Perú   | 2002 - 2006 |
| P. A. O. K. Salónica | Grecia | 2006        |
| Alianza Lima         | Perú   | 2007        |
| Juan Aurich          | Perú   | 2008 - 2009 |
| León de Huánuco      | Perú   | 2010 - 2012 |
| Sport Huancayo       | Perú   | 2013        |
| FBC Melgar           | Perú   | 2013        |
| San Simón            | Perú   | 2014        |
| Willy Serrato        | Perú   | 2015        |

### Como entrenador
| Club              | País | Año         |
| ----------------- | ---- | ----------- |
| Alianza Guadalupe | Perú | 2015 - 2016 |

### Como Asistente Técnico
| Club             | País | Año    |
| ---------------- | ---- | ------ |
| Sporting Cristal | Perú | 2017   |
| Pirata F.C.      | Perú | 2019 - |

## Estadísticas

### Clubes
Actualizado al último partido jugado el 7 de octubre de 2023.
| Club | Div.                | Temporada           | Liga  | Liga  | Liga   | Copas nacionales(1) | Copas nacionales(1) | Copas nacionales(1) | Copas internacionales(2) | Copas internacionales(2) | Copas internacionales(2) | Total(3) | Total(3) | Total(3) |
| Club | Div.                | Temporada           | Part. | Goles | Asist. | Part.               | Goles               | Asist.              | Part.                    | Goles                    | Asist.                   | Part.    | Goles    | Asist.   |
| --- | ------------------- | ------------------- | ----- | ----- | ------ | ------------------- | ------------------- | ------------------- | ------------------------ | ------------------------ | ------------------------ | -------- | -------- | -------- |
| Sporting Cristal · Perú | 1.ª                 | 1997                | 7     | 0     | 3      | —                   | —                   | —                   | —                        | —                        | —                        | 7        | 0        | 3        |
| Sporting Cristal · Perú | 1.ª                 | 1998                | 24    | 0     | 2      | —                   | —                   | —                   | 2                        | 0                        | 0                        | 26       | 0        | 2        |
| Sporting Cristal · Perú | 1.ª                 | 1999                | 16    | 0     | 3      | —                   | —                   | —                   | 4                        | 0                        | 0                        | 20       | 0        | 3        |
| Alianza Atlético · Perú | 1.ª                 | 2000                | 39    | 11    | 8      | —                   | —                   | —                   | —                        | —                        | —                        | 39       | 11       | 8        |
| Alianza Atlético · Perú | 1.ª                 | 2001                | 39    | 11    | 4      | —                   | —                   | —                   | —                        | —                        | —                        | 39       | 11       | 4        |
| Alianza Atlético · Perú | Total               | Total               | 37    | 5     | 0      | 4                   | 0                   | 0                   | 4                        | 0                        | 0                        | 78       | 22       | 12       |
| Sporting Cristal · Perú | 1.ª                 | 2002                | 20    | 4     | 1      | —                   | —                   | —                   | —                        | —                        | —                        | 20       | 4        | 1        |
| Sporting Cristal · Perú | 1.ª                 | 2003                | 31    | 4     | 2      | —                   | —                   | —                   | 5                        | 0                        | 0                        | 36       | 4        | 2        |
| Sporting Cristal · Perú | 1.ª                 | 2004                | 34    | 13    | 7      | —                   | —                   | —                   | 7                        | 2                        | 1                        | 41       | 15       | 8        |
| Sporting Cristal · Perú | 1.ª                 | 2005                | 40    | 8     | 10     | —                   | —                   | —                   | 6                        | 1                        | 2                        | 46       | 9        | 12       |
| Sporting Cristal · Perú | 1.ª                 | 2006                | 18    | 3     | 3      | —                   | —                   | —                   | 6                        | 0                        | 1                        | 24       | 3        | 4        |
| Sporting Cristal · Perú | Total               | Total               | 86    | 32    | 31     | 2                   | 0                   | 1                   | 29                       | 3                        | 3                        | 220      | 35       | 35       |
| PAOK Salónica · Grecia | 1.ª                 | 2006-07             | 6     | 1     | 1      | 5                   | 1                   | 0                   | 1                        | 0                        | 0                        | 12       | 2        | 1        |
| PAOK Salónica · Grecia | Total               | Total               | 6     | 1     | 1      | 5                   | 1                   | 0                   | 1                        | 0                        | 0                        | 12       | 2        | 1        |
| Alianza Lima · Perú | 1.ª                 | 2007                | 20    | 2     | 5      | —                   | —                   | —                   | —                        | —                        | —                        | 20       | 2        | 5        |
| Alianza Lima · Perú | Total               | Total               | 20    | 2     | 5      | 0                   | 0                   | 0                   | 0                        | 0                        | 0                        | 20       | 2        | 5        |
| Juan Aurich · Perú | 1.ª                 | 2008                | 36    | 8     | 2      | —                   | —                   | —                   | —                        | —                        | —                        | 36       | 8        | 2        |
| Juan Aurich · Perú | 1.ª                 | 2009                | 27    | 4     | 1      | —                   | —                   | —                   | —                        | —                        | —                        | 27       | 4        | 1        |
| Juan Aurich · Perú | Total               | Total               | 63    | 12    | 3      | 0                   | 0                   | 0                   | 0                        | 0                        | 0                        | 63       | 12       | 3        |
| León de Huánuco · Perú | 1.ª                 | 2010                | 38    | 8     | 3      | —                   | —                   | —                   | —                        | —                        | —                        | 38       | 8        | 3        |
| León de Huánuco · Perú | 1.ª                 | 2011                | 24    | 6     | 1      | —                   | —                   | —                   | 6                        | 1                        | 0                        | 30       | 7        | 1        |
| León de Huánuco · Perú | 1.ª                 | 2012                | 25    | 8     | 0      | —                   | —                   | —                   | 1                        | 0                        | 0                        | 26       | 8        | 0        |
| León de Huánuco · Perú | Total               | Total               | 87    | 22    | 4      | 0                   | 0                   | 0                   | 7                        | 1                        | 0                        | 94       | 23       | 4        |
| Sport Huancayo · Perú | 1.ª                 | 2013                | 4     | 0     | 0      | —                   | —                   | —                   | —                        | —                        | —                        | 4        | 0        | 0        |
| Sport Huancayo · Perú | Total               | Total               | 4     | 0     | 0      | 0                   | 0                   | 0                   | 0                        | 0                        | 0                        | 4        | 0        | 0        |
| FBC Melgar · Perú | 1.ª                 | 2013                | 11    | 1     | 0      | —                   | —                   | —                   | 1                        | 0                        | 0                        | 12       | 1        | 0        |
| FBC Melgar · Perú | Total               | Total               | 11    | 1     | 0      | 0                   | 0                   | 0                   | 1                        | 0                        | 0                        | 12       | 1        | 0        |
| San Simón · Perú | 2.ª                 | 2014                | 20    | 2     | 1      | 7                   | 0                   | 0                   | —                        | —                        | —                        | 27       | 2        | 1        |
| San Simón · Perú | Total               | Total               | 20    | 2     | 1      | 7                   | 0                   | 0                   | 0                        | 0                        | 0                        | 27       | 2        | 1        |
| Willy Serrato · Perú | 2.ª                 | 2015                | 6     | 1     | 0      | —                   | —                   | —                   | —                        | —                        | —                        | 6        | 1        | 0        |
| Willy Serrato · Perú | Total               | Total               | 6     | 1     | 0      | 0                   | 0                   | 0                   | 0                        | 0                        | 0                        | 6        | 1        | 0        |
| Total en su carrera | Total en su carrera | Total en su carrera | 295   | 57    | 50     | 5                   | 1                   | 0                   | 30                       | 3                        | 3                        | 536      | 100      | 61       |
| (1) Incluye datos de la Copa Venezuela y Copa Bicentenario. (2) Incluye datos de la Copa Libertadores y Copa Sudamericana. (3) No incluye amistosos. |                     |                     |       |       |        |                     |                     |                     |                          |                          |                          |          |          |          |

## Palmarés

### Torneos cortos
| Título          | Club             | País | Año  |
| --------------- | ---------------- | ---- | ---- |
| Torneo Clausura | Sporting Cristal | Perú | 1998 |
| Torneo Clausura | Sporting Cristal | Perú | 2002 |
| Torneo Apertura | Sporting Cristal | Perú | 2003 |
| Torneo Clausura | Sporting Cristal | Perú | 2004 |
| Torneo Clausura | Sporting Cristal | Perú | 2005 |

### Campeonatos nacionales
| Título                    | Club             | País | Año  |
| ------------------------- | ---------------- | ---- | ---- |
| Primera División del Perú | Sporting Cristal | Perú | 2002 |
| Primera División del Perú | Sporting Cristal | Perú | 2005 |